# Gitte Moos Knudsen
Karen Birgitte Moos Knudsen er en dansk neurobiolog og klinisk professor og overlæge på Københavns Universitetshospital.
Hun gik på Lyngby Statsskole, og læste medicin på Københavns Universitet hvor hun blev færdig i 1984. Hun blev dr.med. fra samme sted i 1994.

## Hæder
Priser
- 1994: Société de Circulation et Métabolism du Cerveau
- 1999: Anne Bochardts mindelegat
- 2008: Ærespris fra Læge William Ottesen og hustrus Fond
- 2010: Monrad-Krohn prisen
- 2011: Niels Lassen-prisen
- 2014: Carlsbergfondets forskningspris[2]

Medlem af videnskabsakademier
- 2004: Videnskabernes Selskab